# 坦帕灣時報
《坦帕湾时报》（英語：Tampa Bay Times）是一份在美国佛罗里达州聖彼德斯堡出版的美国报纸，該報在2011年之前的名称为《聖彼德斯堡时报》（St. Petersburg Times）。自1964年至2021年，该报已获得12个普利策奖，2009年，该报首次在一年内获得两个普利策奖。